# Preludium i fuga B-dur nr 21, I tom "Das Wohltemperierte Clavier"
Preludium i fuga B-dur nr 21 (BWV 866) – utwór z pierwszego tomu "Das Wohltemperierte Klavier" Johanna Sebastiana Bacha złożony z dwóch różnych części: wirtuozyjnego preludium i żartobliwej fugi trzygłosowej.

## Preludium
W pierwszej części preludium występuje powtarzana trzydziestodwójkowa figura przeplatana dynamicznymi gamami. Potem następuje coda składająca się z akordów zmniejszonych (zbudowanych z małych tercji) – molowych tonik i dominant z obniżoną kwintą i dodaną sekstą. Akordy są przeplatane pasażami i gamami. W końcowej części cody powracają początkowe figury trzydziestodwójkowe. Pojawiają się w oktawie wielkiej, a potem w diminuendzie szybko przechodzą przez oktawę małą i razkreślną, przebywają prawie całą oktawę dwukreślną i w końcu następuje tonika, która kończy cały utwór. W niektórych wydaniach po ostatnim B dwukreślnym następuje zdwojone B w basie.

## Fuga
Temat rozpoczyna się dominantą – F. Na początku są ósemki układające się w figurę przypominającą rzut melodyczny z ósmej inwencji dwugłosowej. Po nich następuje po dwakroć powtórzona melodia złożona z szesnastek.
Drugi głos wchodzi o kwintę niżej – jest to odpowiedź tonalna. Kontrapunkt (stały) składa się z ósemek, kilkakrotnie przedłużonych łukami i dwóch niewielkich grup szesnastek. Kiedy w temacie słychać powtórzoną melodię szesnastkową, w kontrapunkcie następują nuty ostinato w grupach po cztery przedzielone grupami szesnastek.
Trzeci głos wchodzi o oktawę niżej od pierwszego. Po zakończeniu tematu najwyższy głos gra łącznik zewnętrzny oparty na melodii szesnastkowej z drugiej części, czyli codetty tematu.
Gdy kończy się ekspozycja i łącznik zewnętrzny, głosy przechodzą przez kilka tonacji durowych pokrewnych i niepokrewnych do B-dur (np. F-dur, G-dur), molowych eolskich (np. a-moll) oraz molowych harmonicznych (np. d-moll z cis, c-moll z h), po czym następuje coda.